# Calyptochloa gracillima
Calyptochloa es un género monotípico de plantas herbáceas perteneciente a la familia de las poáceas. Su única especie, Calyptochloa gracillima C.E.Hubb., es originaria de Australia en Queensland.

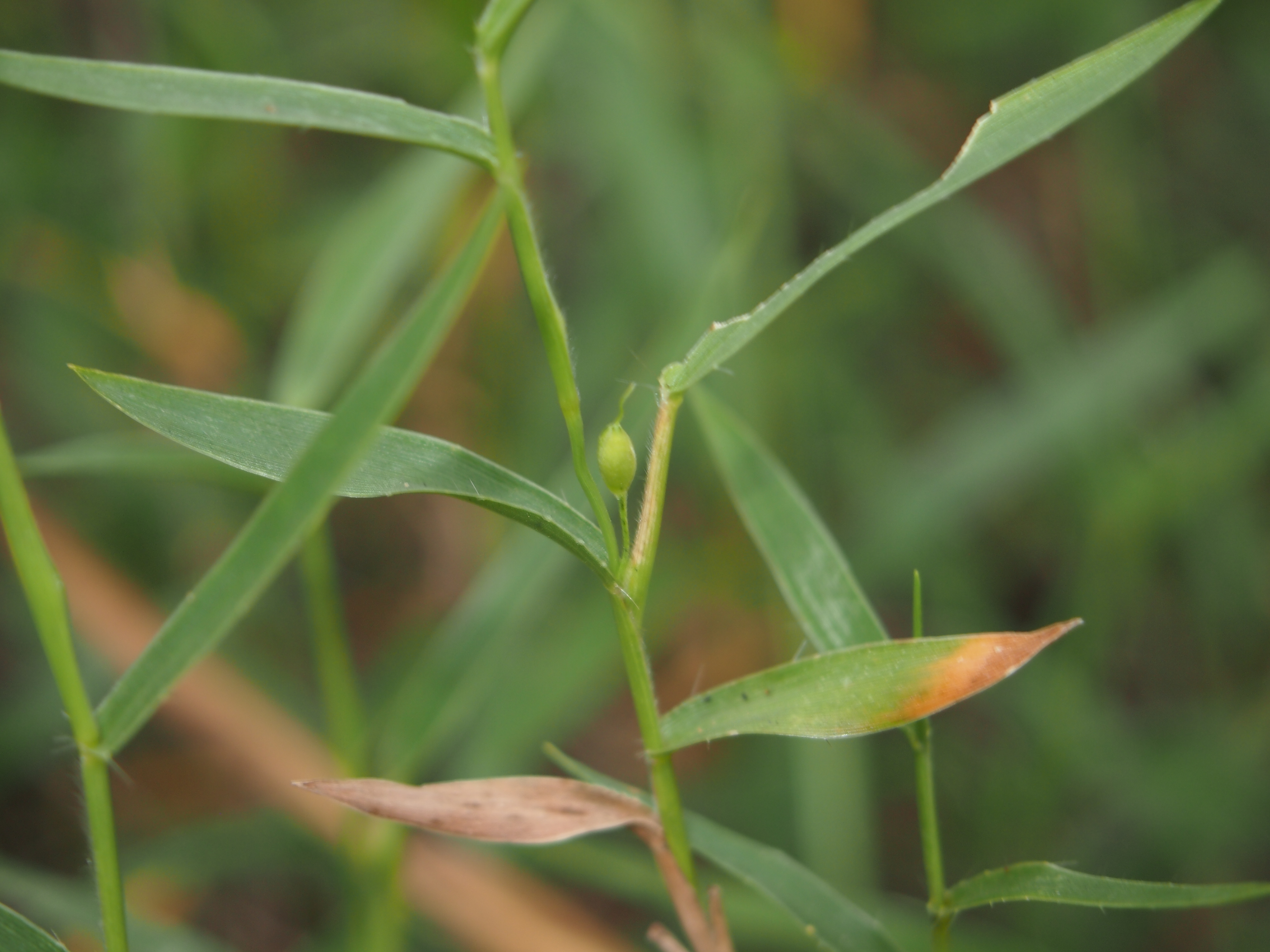
Detalle de la planta

## Descripción
Es una planta perenne que forma alfombras; con culmos decumbentes de 15-40 cm de alto; herbáceos. Los nodos de los culmos glabros. Entrenudos huecos. Los brotes jóvenes intravaginales. Hojas no agregadas basales; y  no auriculadas, las láminas de las hojas se estrechan; de 2-8 mm de ancho; plegadas. La lígula con una franja de pelos. Contra-lígula ausente. Plantas bisexuales, con espiguillas bisexuales; con flores hermafroditas. Las espiguillas todos por igual en la sexualidad . Las plantas expuestas-cleistógamas o casmogamas.  Inflorescencia con pocas espigas; un solo racimo ; espateado; no comprende inflorescencias parciales y de los órganos foliares. La espiguilla fértil con ejes persistente. Espiguillas solitarias.

## Taxonomía
Calyptochloa gracillima fue descrita por Charles Edward Hubbard y publicado en Hooker's Icones Plantarum 33: t. 3210. 1933.